# Геммельман, Карл Фёдорович
Карл Фёдорович (Егорович) Геммельман (нем. Karl Friedrich von Hemmelmann; 1832—1898) — руководитель инженеров Приамурского военного округа; генерал-лейтенант.

## Биография

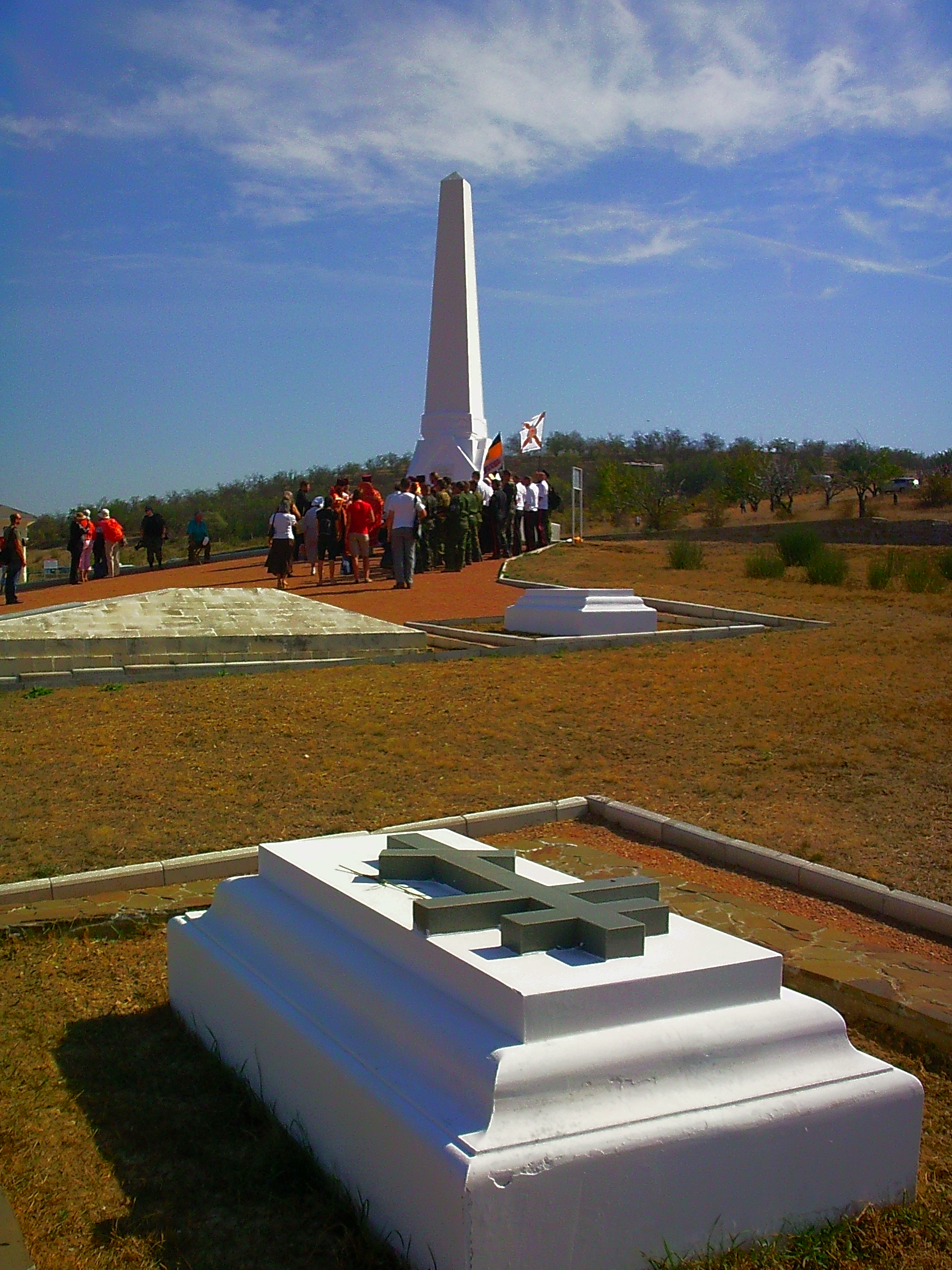
Памятник-обелиск, торжественно открытый 8 сентября 1884 г, в 30-ю годовщину Альминского сражения. Авторы проекта и строители памятника — полковник К. Е. Геммельман и капитан Ползиков.

Происходил из дворян. Он часто именуется Карлом Егоровичем; возможно отцом его был Георг Генрих Альбрехт Хеммельманн (1798—1851) — врач в Кронштадте — русское имя которого было Егор Иванович.
В июне 1854 года окончил Главное инженерное училище, а в следующем году офицерское отделение этого училища, которое в этом же году было преобразовано в Николаевскую инженерную академию. Был выпущен прапорщиком в полевые инженеры.
Участвовал в Крымской войне. В 1855 году произведён в подпоручики; в 1856 году награждён орденом Св. Анны 3-й степени с мечами и бантом.
В 1865 году произведён в капитаны. Был назначен 17 апреля 1870 года начальником Симферопольской инженерной команды с производством в подполковники. С 20 мая 1872 года — начальник Керченского крепостного инженерного управления, а с 9 сентября того же года — начальник Симферопольской инженерной дистанции; 31 марта 1874 года был произведён в полковники.
Во время Русско-турецкой войны 1877—1878 гг. строил севастопольские укрепления; был награждён орденом Св. Анны 2-й степени.
В генерал-майоры произведён 5 мая 1886 года. С 22 ноября 1888 года — начальник инженеров Приамурского военного округа. В 1896 году произведён в генерал-лейтенанты.
Его жена Каталина Алина, урождённая фон Францен (1840—?). У них было 8 детей, в числе которых: дочь Надежда была замужем за Брониславом Львовичем Бутлером (1866—1930), который стал главным инженером Севастопольского порта; Вера вышла замуж за сына декабриста, Андрея Михайловича Бодиско (1863—1922).